# Protooncogén
Los protooncogenes son genes cuyos productos promueven el crecimiento y la división celular. Codifican factores de transcripción que estimulan la expresión de otros genes, moléculas de traducción de señales que estimulan la división celular y reguladores del ciclo celular, que hacen que la célula progrese a través de este ciclo. Los productos de los protooncogenes pueden localizarse en la membrana plasmática, el citoplasma y el núcleo celular, y sus actividades se controlan de diversas maneras, incluyendo la regulación a nivel transcripcional, traduccional y de modificación de la proteína. Cuando las células se convierten en quiescentes y dejan de dividirse, reprimen la expresión de la mayor parte de los productos de los protooncogenes. 
En células cancerosas, uno o más de un protooncogén está alterado de manera que su actividad no puede ser controlada de manera normal. A veces eso es debido a una mutación en el protooncogén que resulta en un producto proteico que funciona de modo anormal. Otras veces, los protooncogenes pueden codificar productos proteicos normales, pero los genes se sobreexpresan y no pueden ser reprimidos transcripcionalmente en el momento adecuado. En otros casos, el producto del protooncogén está continuamente activo, lo que estimula constantemente la célula a dividirse.
Cuando un protooncogén está mutado o se expresa incorrectamente, y contribuye al desarrollo de un cáncer, pasa a denominarse oncogén (gen que causa cáncer).

## Ciclina D1y ciclina D
Las ciclinas se sintetizan y se degradan durante todo el ciclo celular. Forman complejos con las moléculas CDK (kinasas dependientes de ciclina), y regulan sus actividades. Estos complejos CDK/ciclina son reguladores importantes de todas las fases del ciclo celular. Algunas ciclinas están asociadas al desarrollo del cáncer. Así, el gen que codifica la ciclina D1 se encuentra amplificado en varios cánceres, como el de mama, de vejiga, de pulmón y de esófago. La amplificación de ADN genera muchas copias del gen ciclina D1, y por eso puede conducir a unos niveles de proteína ciclina D1 por encima de los normales. Niveles tan elevados de esta proteína contribuyen a la entrada incontrolada a la fase S. En otros cánceres, la ciclina se sobreexpresa incluso en ausencia de amplificación génica. En otros tumores paratiroideos y linfomas de células B, el gen ciclina D1 está implicado en aberraciones cromosómicas como translocaciones. Estas alteraciones en el gen ciclina D1 también puede provocar que se exprese de manera anormal. Es posible que la sobreexpresión de los reguladores clave del ciclo celular, o la pérdida de su degradación periódica, mantenga las células en un ciclo celular continuo, ya deje que salgan de él, o que entre en fase G0 de quiescencia, o que se diferencien.

## Protooncogén RAS
Es uno de los genes que se encuentran mutados con mayor frecuencia en los tumores humanos. Los genes de la familia ras codifican moléculas de transducción de señales que están asociadas a la membrana celular y que regulan el crecimiento y la división celular. Normalmente, las proteínas ras transmiten señales de la membrana celular al núcleo, estimulando a la célula a dividirse en respuesta a factores de crecimiento externos. Las proteínas ras varían entre un estado inactivo y un estado activo al estar unidas a GDP o GTP, respectivamente. Cuando una célula encuentra un factor de crecimiento, los receptores de los factores de crecimiento de la membrana celular se unen a ellos. Lo que provoca la autofosforilación de la porción citoplasmáticas del receptor. Esto provoca el reclutamiento de proteínas conocidas como factores de intercambio de nucleótidos en la membrana plasmática.
Las mutaciones que convierten el protooncogén ras en un oncogén evitan que la proteína Ras hidrolice el GTP en GDP manteniendo siempre la proteína ras en su estado activo, lo que estimula constantemente la célula a dividirse.

## Ejemplos
| PROTOONCOGÉN | FUNCIÓN NORMAL                                    | CÁNCER ASOCIADO               |
| ------------ | ------------------------------------------------- | ----------------------------- |
| K-ras        | Molécula de transducción de señales               | Colorectal, vejiga            |
| CDK2,4       | Regulan las fases del ciclo celular               | Vejiga, mama                  |
| Ciclinas     | Se unen a CDK y regulan el ciclo celular          | Pulmón, esófago               |
| c-erbB       | Receptor transmembrana de factores de crecimiento | Glioblastomas, cervical, mama |
| RARα         | Factor de transcrición dependiente de hormonas    | Leucemia promielocítoca aguda |
| c-raf        | Transducción de señales                           | Estómago                      |
| c-kit        | Transducción de señales                           | Sarcomas                      |
| c-fos        | Factor de transcripción                           | Osteosarcomas                 |
| c-myc        | Factor de transcripción                           | Linfomas, pulmón, leucemias   |

- Datos: Q30555